# Sony Ericsson W910i
Sony Ericsson W910i — стільниковий телефон фірми Sony Ericsson. Виготовлений з пластику. Модель випускається в двох кольорах Hearty Red (червоний) Noble Black (чорний). Оснащений такими функціями органайзера: Годинник / Будильник / Календар / Калькулятор / Конвертер / Таймер / Секундомір / Органайзер / Перегляд і редагування зображень. Є також такі функції: швидкий набір, автодозвін, голосовий набір, голосові команди, конференц-зв'язок, гучний зв'язок, переадресація, утримання, очікування дзвінків. Робота із повідомленнями: SMS, MMS, Email, Instant Messaging.

## Комплект поставки
Телефон Sony Ericsson W910i, батарея, зарядний пристрій, USB-кабель для синхронізації з ПК, стереогарнітура, карта пам'яті 1 Гб Memory Stick Micro, USB адаптер для карт Memory Stick Micro, ПО для синхронізації з ПК та роботи з медіаконтентом, керівництво користувача.

## Bluetooth
Bluetooth у даній моделі версії 2 і підтримує EDR, у меню можна виставити режим підвищеного енергозбереження. Підтримується й профіль A2DP, що дозволяє використовувати бездротові стереонавушники. Швидкість передачі даних становить близько 100 Кб/c.

## Камера
У телефоні встановлена 2-мегапіксельна камера, матриця — CMOS. Немає автофокуса. Мобільний підтримує три можливі варіанти розширень фото — 1632х1224, 1280х960, 640х480 крапок. Є два типи стиску розміру знімків — Normal, Fine. Відмінність у розмірі знімків при максимальному дозволі — приблизно у два рази. Так, знімок у режимі Normal займає близько 300 Кб, у режимі Fine — порядку 500—600 Кб. Час збереження знімків однаковий в обох випадках, це 1-2 секунди, що вкрай непогано при такому розмірі файлу. Якщо спробувати зробити серію знімків підряд, то ви побачите невелике вповільнення швидкості запису (до 3-4 секунд). По суб'єктивних відчуттях буфер апарата розрахований на 2 Мб пам'яті.
У моделі застосовується оновлений інтерфейс Cyber-Shot, це видно по винесених в окремий розділ налаштуваннях. Є можливість включити автоматичний поворот знімка при зйомці (можливо завдяки датчику руху). Оформлення меню зроблене іншим.

### Настроювання камери
- Звук затвора. Вибір одного із трьох звуків затвора, відключити звук не можна.
- Баланс білого. Вибір між автоматичним режимом, а також Incandescent, Fluorescent, Daylight, Cloudy.
- Ефекти. До знімків можна застосувати кілька ефектів, а саме: Negative, Sepia, Black & White.
- Таймер — активується на певний час для зйомки себе улюбленого.
- Нічний режим призначений для зйомки в темний час доби або в умовах недостатнього висвітлення. Підвищуються шуми на фотографіях, збільшується витримка (не можна рухати апарат, інакше одержите змазаний знімок).
- Режим зйомки. Нормальний режим — це одержання звичайних фотографій. Серійний режим (Burst 4) — одержання відразу 4 знімків, серії. Панорама — одержання панорамних знімків, дуже цікавий режим, що дозволяє одержувати незвичайні фотографії, аналогів у цей момент немає. Останній режим — одержання знімків з використанням рамок, автоматично зменшується дозвіл фотографії.

У режимі зйомки екран телефону відіграє роль видошукача, переміщення картинки на екрані плавне, усе видно досить добре. Цифровими клавішами можна швидко перемикати різні функції й параметри зйомки.